# Saint-Pierre (Jura)
Saint-Pierre és un municipi francès situat al departament del Jura i a la regió de Borgonya - Franc Comtat. L'any 2007 tenia 319 habitants.

## Demografia

### Població
El 2007 la població de fet de Saint-Pierre era de 319 persones. Hi havia 122 famílies de les quals 32 eren unipersonals (20 homes vivint sols i 12 dones vivint soles), 35 parelles sense fills i 55 parelles amb fills.
La població ha evolucionat segons el següent gràfic:
Habitants censats

### Habitatges
El 2007 hi havia 162 habitatges, 122 eren l'habitatge principal de la família, 32 eren segones residències i 8 estaven desocupats. 117 eren cases i 44 eren apartaments. Dels 122 habitatges principals, 82 estaven ocupats pels seus propietaris, 38 estaven llogats i ocupats pels llogaters i 2 estaven cedits a títol gratuït; 10 tenien dues cambres, 19 en tenien tres, 20 en tenien quatre i 74 en tenien cinc o més. 113 habitatges disposaven pel capbaix d'una plaça de pàrquing. A 52 habitatges hi havia un automòbil i a 67 n'hi havia dos o més.

### Piràmide de població
La piràmide de població per edats i sexe el 2009 era:
| Homes | Edats   | Dones |
| ----- | ------- | ----- |
| 0     | 95 o +  | 0     |
| 0     | 90 a 94 | 0     |
| 0     | 85 a 89 | 0     |
| 4     | 80 a 84 | 4     |
| 4     | 75 a 79 | 4     |
| 8     | 70 a 74 | 12    |
| 8     | 65 a 69 | 8     |
| 0     | 60 a 64 | 8     |
| 8     | 55 a 59 | 0     |
| 12    | 50 a 54 | 8     |
| 12    | 45 a 49 | 4     |
| 24    | 40 a 44 | 12    |
| 8     | 35 a 39 | 24    |
| 16    | 30 a 34 | 16    |
| 4     | 25 a 29 | 12    |
| 4     | 20 a 24 | 0     |
| 12    | 15 a 19 | 12    |
| 28    | 10 a 14 | 0     |
| 16    | 5 a 9   | 16    |
| 8     | 0 a 4   | 16    |

## Economia
El 2007 la població en edat de treballar era de 202 persones, 166 eren actives i 36 eren inactives. De les 166 persones actives 161 estaven ocupades (90 homes i 71 dones) i 5 estaven aturades (2 homes i 3 dones). De les 36 persones inactives 7 estaven jubilades, 20 estaven estudiant i 9 estaven classificades com a «altres inactius».

### Ingressos
El 2009 a Saint-Pierre hi havia 129 unitats fiscals que integraven 337 persones, la mediana anual d'ingressos fiscals per persona era de 20.104 €.

### Activitats econòmiques
Dels 21 establiments que hi havia el 2007, 1 era d'una empresa alimentària, 5 d'empreses de fabricació d'altres productes industrials, 7 d'empreses de construcció, 1 d'una empresa de comerç i reparació d'automòbils, 1 d'una empresa d'hostatgeria i restauració, 4 d'entitats de l'administració pública i 2 d'empreses classificades com a «altres activitats de serveis».
Dels 7 establiments de servei als particulars que hi havia el 2009, 1 era un paleta, 3 fusteries i 3 lampisteries.
L'any 2000 a Saint-Pierre hi havia 6 explotacions agrícoles.

## Equipaments sanitaris i escolars
El 2009 hi havia una escola elemental integrada dins d'un grup escolar amb les comunes properes formant una escola dispersa.

## Poblacions més properes
El següent diagrama mostra les poblacions més properes.